# Elizeu Antônio Vinagre Ferreira de Godoy
Elizeu Antônio Vinagre Ferreira de Godoy (Santos, 17 ottobre 1945) è un allenatore di calcio ed ex calciatore brasiliano, di ruolo centrocampista.

## Biografia
Elizeu si è sposato cinque volte ed ha avuto cinque figli; lasciato il calcio giocato rimane a vivere a Salvador.

## Carriera

### Club
Di ruolo centrocampista offensivo, Elizeu si forma nelle giovanili del Santos, per poi passare al São Cristóvão.
Dopo aver giocato in varie squadre brasiliane, Elizeu tenta l'avventura negli Stati Uniti d'America, ingaggiato dai N.Y. Generals per giocare nella prima edizione della NASL. Con i Generals ottenne il terzo posto dell'Atlantic Division, non accedendo alla fase finale del torneo.
Dopo un breve ritorno al Bahia si trasferisce in Belgio per giocare nell'Anderlecht. Dopo una breve parentesi in patria, torna in Europa per giocare con i portoghesi del Belenenses, con cui ottiene nella stagione 1973-1974 il quinto posto finale, a cui seguì il sesto in quella seguente. Con il Belenenses gioca anche nella Coppa UEFA 1973-1974, da cui sarà eliminato con la sua squadra ai trentaduesimi di finale dagli inglesi del Wolverhampton.
Chiuse la carriera agonistica in patria, in forza al Vitória.

### Nazionale
Elizeu venne convocato nella nazionale olimpica verde-oro per disputare il torneo calcistico della Olimpiade del 1964. Con la sua nazionale giocò tre incontri, segnando due reti nella vittoria contro la Corea del Sud, non superando però la fase a gironi.